# Rudolf von Thile
Rudolf Bernhard Alexander von Thile (* 7. Mai 1826 in Berlin; † 18. September 1893 in Halle (Saale)) war ein preußischer Generalleutnant.

## Leben

### Familie
Rudolf von Thile entstammte einer alten preußischen Offiziers- und Beamtenfamilie. Seine Eltern waren der preußische General der Infanterie Adolf Eduard von Thile und dessen Ehefrau Auguste Ulrike Antoinette, geborene von Schöning (1788–1859). Sein Großvater war der preußische Generalleutnant Alexander Heinrich von Thile, sein Urgroßvater der preußische Major und spätere kursächsische Generalleutnant Friedrich Leopold von Thile (1711–1779) und sein Ururgroßvater der kurbrandenburgische Oberst Martin von Thile. Der Staatssekretär im Auswärtigen Amt Hermann von Thile und der preußische General der infanterie Hugo von Thile waren seine Brüder. Brüder seines Urgroßvaters waren der Generalmajor Friedrich Wilhelm von Thile und der Kriegs- und Domänenrat Carl Gottfried von Thile. Der preußische General Ludwig Gustav von Thile war sein Onkel. Sein Schwager war der preußische Regierungspräsident Gustav von Diest.

### Militärkarriere
Thile besuchte das Friedrichs-Gymnasium in Frankfurt (Oder) und das Gymnasium in Koblenz. Anschließend trat er am 1. Oktober 1844 als Einjährig-Freiwilliger in das 7. Ulanen-Regiment der Preußischen Armee ein. Ende des Monats ließ er sich als Student an der Rheinischen Friedrich-Wilhelms-Universität Bonn immatrikulieren und studierte später auch an der Friedrich-Wilhelms-Universität Berlin Rechtswissenschaften. 1845 wurde er Mitglied des Corps Borussia Bonn. Nach dem Studium begann er zunächst eine Juristenlaufbahn als Auskultator am Kammergericht Berlin. Am 1. Januar 1848 wurde Thile zum II. Bataillon des 24. Landwehr-Regiments versetzt und dort am 15. Oktober 1848 zum Sekondeleutnant befördert. Als solcher kam er dann am 6. März 1849 in das Kaiser Franz Garde-Grenadier-Regiment Nr. 2 in Berlin. Hier wurde er von Juni 1852 bis Ende August 1855 als Adjutant des I. Bataillons verwendet und hatte in der Folge die gleiche Funktion bei der 2. Garde-Infanterie-Brigade sowie beim Generalkommando des Gardekorps. Als Premierleutnant folgte am 19. Februar 1859 seine Versetzung in den Großen Generalstab. Dort am 11. Juli 1859 zum Hauptmann befördert, war Thile ab 25. Juli 1859 im Generalstab des Gardekorps tätig. Vom 5. März 1863 bis 24. Juni 1864 war er Kompaniechef im Füsilier-Regiment Nr. 41, kam anschließend als Major kurzzeitig wieder in den Großen Generalstab und wurde von dort am 30. Juli 1864 in den Generalstab der 14. Division versetzt.
In dieser Stellung nahm Thile 1866 während des Krieges gegen Österreich an den Kämpfen bei Münchengrätz und Königgrätz teil. Nach dem Friedensschluss in den Generalstab der 19. Division versetzt, wurde Thile am 22. März 1868 Oberstleutnant und am 18. Juni 1869 mit der Führung der Geschäfte des Chefs des Generalstabes des IV. Armee-Korps beauftragt. In dieser Stellung am 21. Oktober 1869 bestätigt sowie am 26. Juli 1870 zum Oberst befördert, nahm Thile 1870/71 während Krieges gegen Frankreich an den Kämpfen bei Beaumont und Sedan sowie der Belagerung von Paris und der Beschießung von Toul teil. Für seine Leistungen mit beiden Klassen des Eisernen Kreuzes sowie dem Komturkreuz II. Klasse des Albrechts-Ordens ausgezeichnet, wurde Thile schließlich am 4. Juli 1872 zum Kommandeur des 3. Garde-Regiments zu Fuß ernannt. Unter Stellung à la suite dieses Regiments wurde Thile am 14. Oktober 1874 von diesem Kommando entbunden und mit der Führung der 4. Garde-Infanterie-Brigade beauftragt. Mit der Beförderung zum Generalmajor zum Kommandeur ernannt, folgte bereits am 28. Oktober 1875 seine Ernennung zum Inspekteur der Jäger und Schützen. Gleichzeitig beauftragte man ihn mit der Wahrnehmung der Geschäfte des Kommandeurs des Reitenden Feldjägerkorps. Seit dem 18. November 1880 im Rang eines Divisionskommandeurs, wurde Thile am 12. März 1881 zum Kommandeur der 20. Division in Hannover ernannt. Aufgrund seiner angeschlagenen Gesundheit wurde Thile am 7. Juli 1883 zu den Offizieren von der Armee versetzt, nachdem er bereits vorher zur Gesundung einen Urlaub von drei Monaten erhalten hatte. Da keine Besserung seines Zustandes zu erwarten war, wurde Thile am 12. Juli 1884 mit Pension unter Verleihung des Kronenordens I. Klasse mit Schwertern am Ringe zur Disposition gestellt.
Er verstarb unverheiratet und wurde nach seinem Tod in der Gruft der Familie von Diest in Merseburg beigesetzt.